# Naniuqui
Naniuqui (Nanyuki) é uma cidade do Quênia situada na antiga província Central, no condado de Nieri. De acordo com o censo de 2019, havia 72 813 habitantes.